# Pogonomyrmex catanlilensis
Pogonomyrmex catanlilensis är en myrart som beskrevs av José María Alfono Félix Gallardo 1931. Pogonomyrmex catanlilensis ingår i släktet Pogonomyrmex och familjen myror. Inga underarter finns listade i Catalogue of Life.

## Bildgalleri

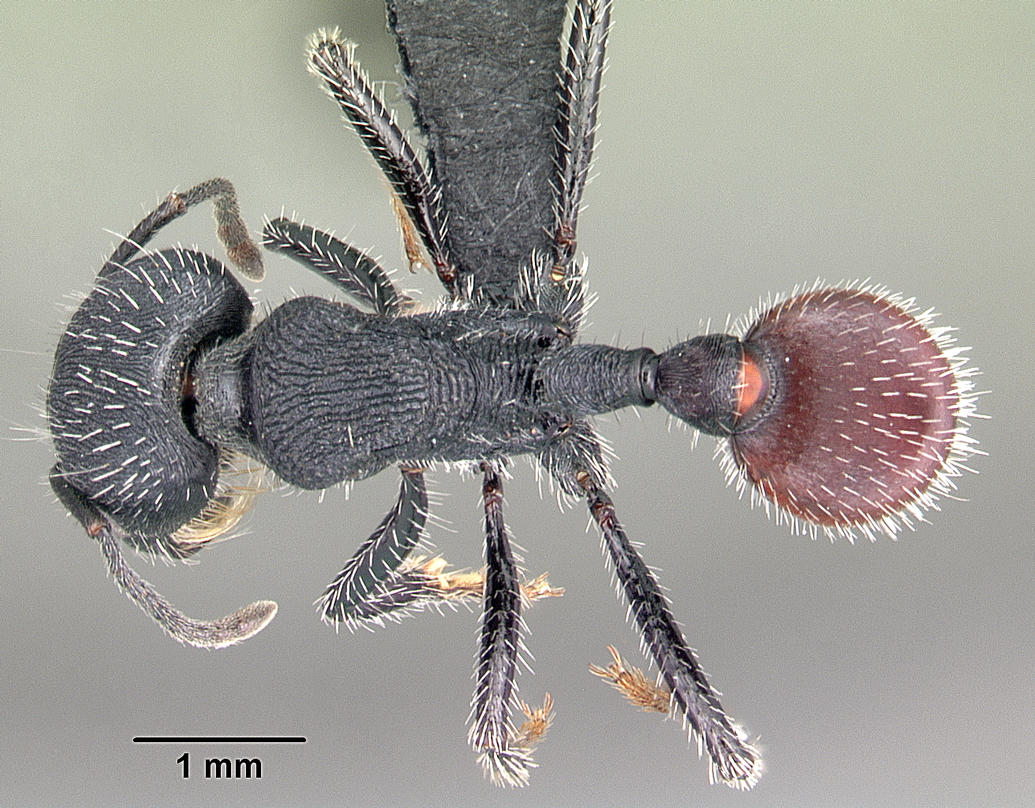
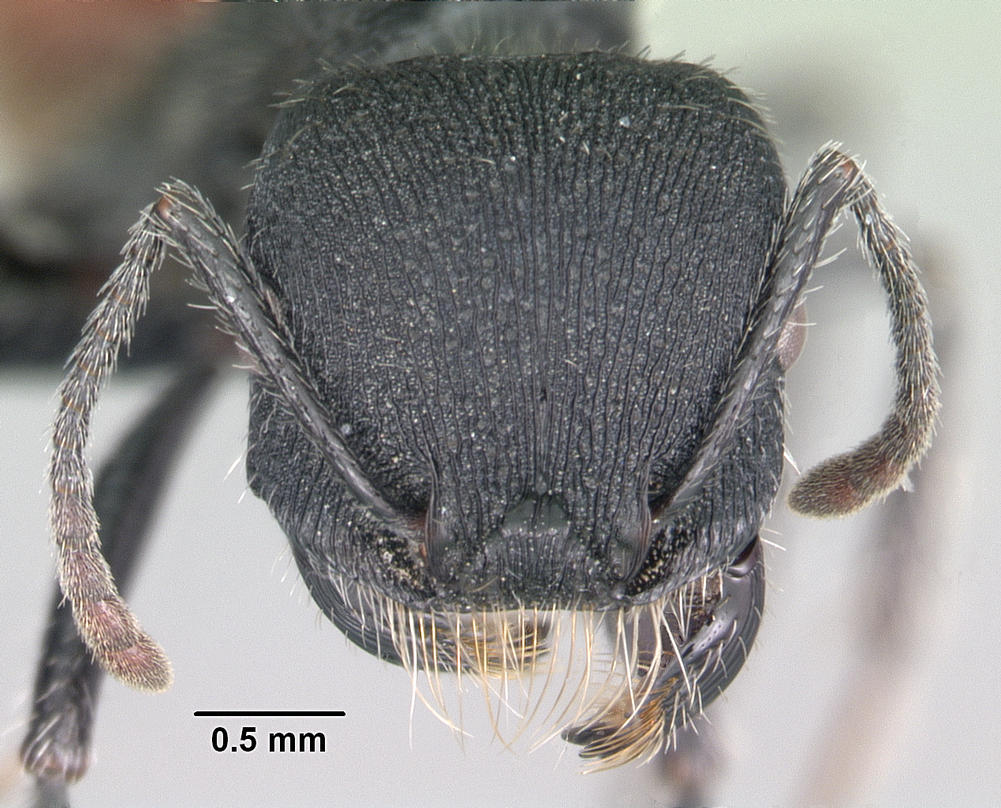
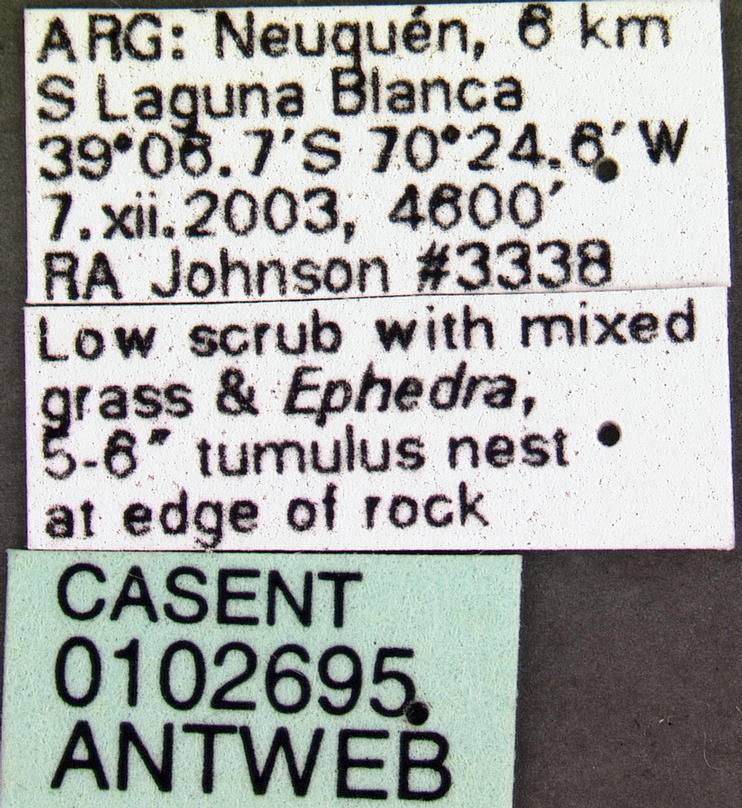
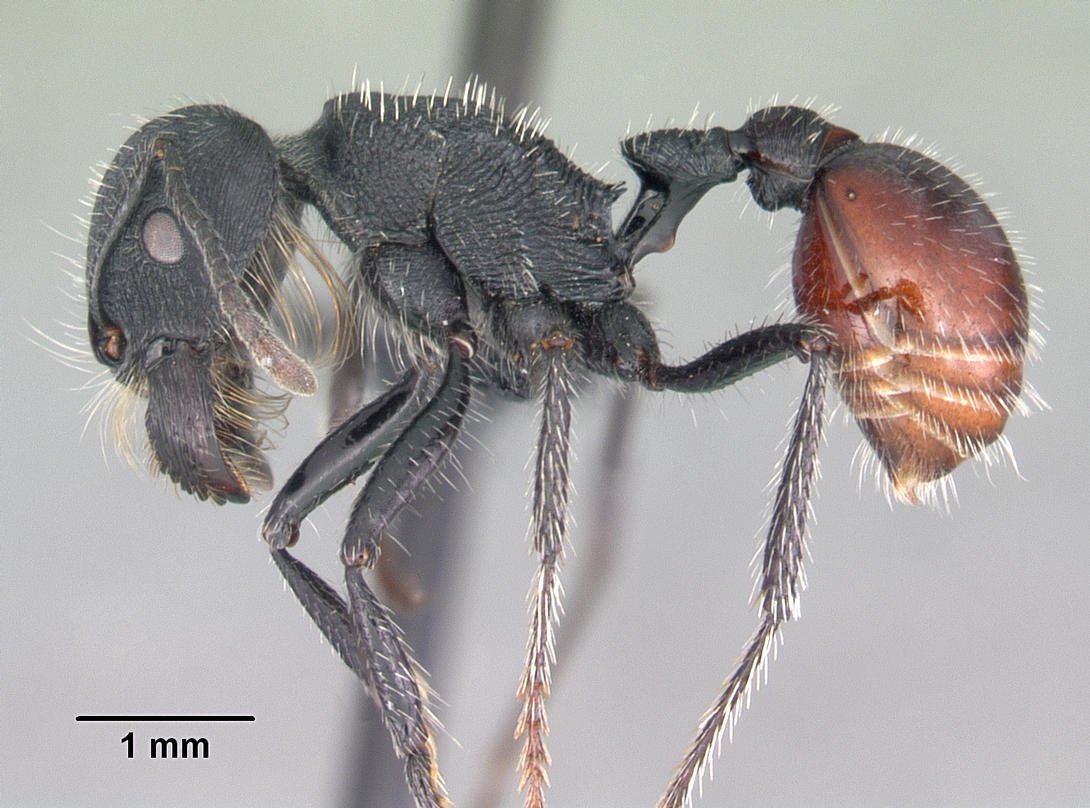